# GAZ-M1
GAZ-M1 – radziecki samochód osobowy, potocznie znany jako „emka”.
Decyzja opracowania nowego samochodu osobowego zapadła w ZSRR w roku 1930. Kilka lat później powstał prototyp, który otrzymał nazwę M1. Jeśli chodzi o GAZ-A, który był w dużej mierze oparty na amerykańskim Ford Model A, GAZ-M1 był oparty na Ford Model B z 1934 roku i Ford V8, aczkolwiek z bardziej wytrzymałym zawieszeniem i cięższym stalowym nadwoziem, aby wytrzymać trudne warunki pogodowe w Związku Radzieckim. W samochodzie zastosowano nowy silnik czterosuwowy, zbiornik paliwa musiał mieścić dosyć paliwa, by móc przejechać nim ok. 400 km bez tankowania. Prototyp nosił nazwę M1 (M pochodziło od „Mołotowiec”, gdyż fabryka GAZ nosiła imię Mołotowa). Seryjną produkcję rozpoczęto w roku 1935. Auto osiągało prędkość 100 km/h. Jego zaletą był mocny czterosuwowy, czterocylindrowy, 50-konny silnik. Samochód mieścił 4 dorosłe osoby i miał duży bagażnik. Zużycie benzyny wynosiło 14,5 l/100 km. Drzwi otwierały się „pod wiatr”, czyli przeciwnie do kierunku jazdy. Samochód produkowany był w nowo zbudowanej fabryce GAZ w mieście Gorki (obecnie Niżny Nowogród). Powstała również wersja taxi oraz samochód wyścigowy GAZ-GŁ1 z 1938 r., który osiągnął prędkość 147,8 km/h.
W 1939 r. opracowano wersję dla wojska. Wzmocniono tylne zawieszenie i dołączono platformę, w której mieściło się 6 żołnierzy. Powstała również wersja pick-up GAZ-M415.
Produkcję wstrzymano 21 sierpnia 1941 roku, po ataku Niemiec na ZSRR. Zakończono ją w 1943 roku, po zaprojektowaniu samochodu GAZ M-20 Pobieda, który wprowadzono do produkcji w 1947 r.

## GAZ-11-73

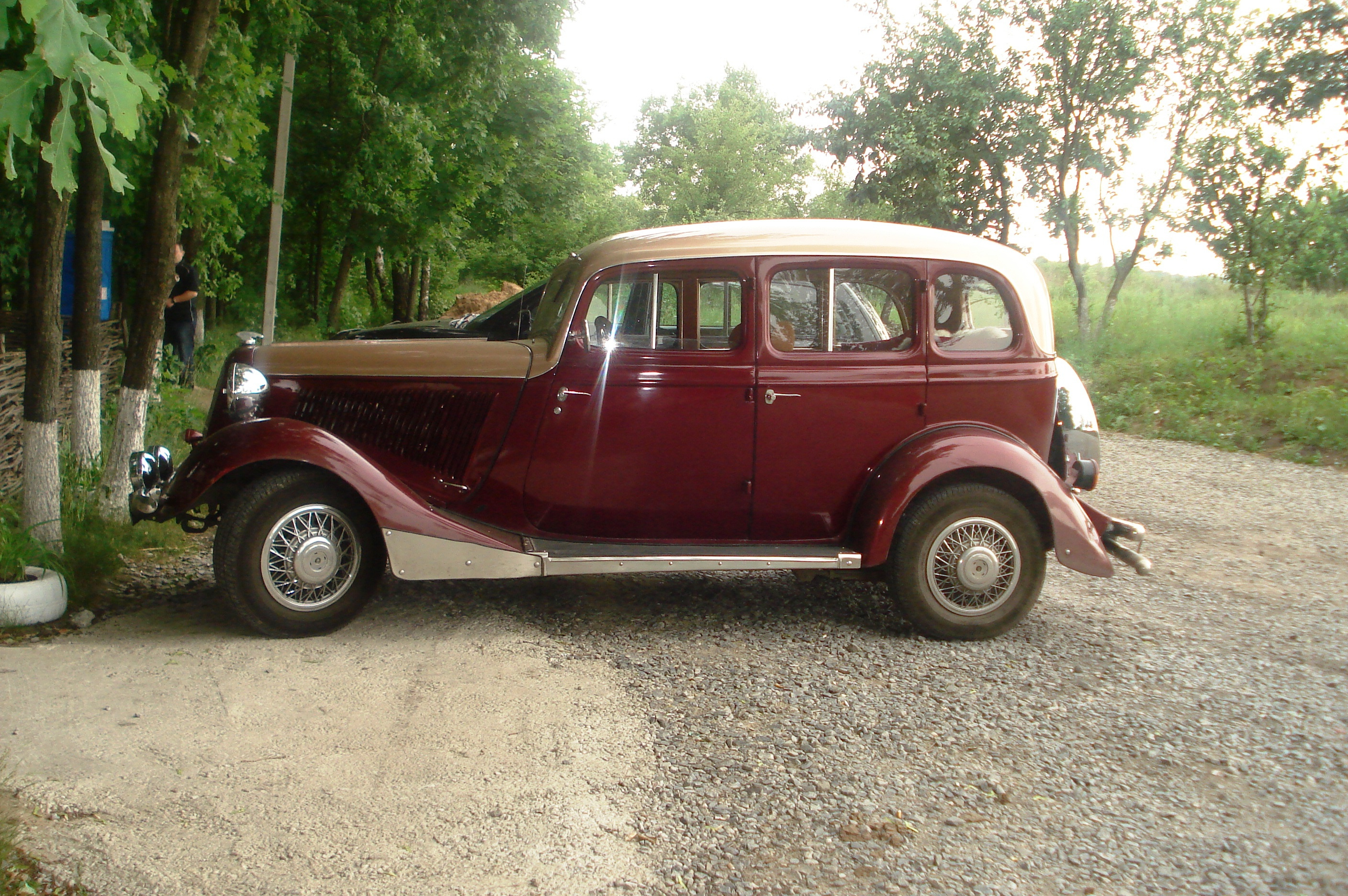
Odrestaurowany GAZ-M1 (nieoryginalne koła)

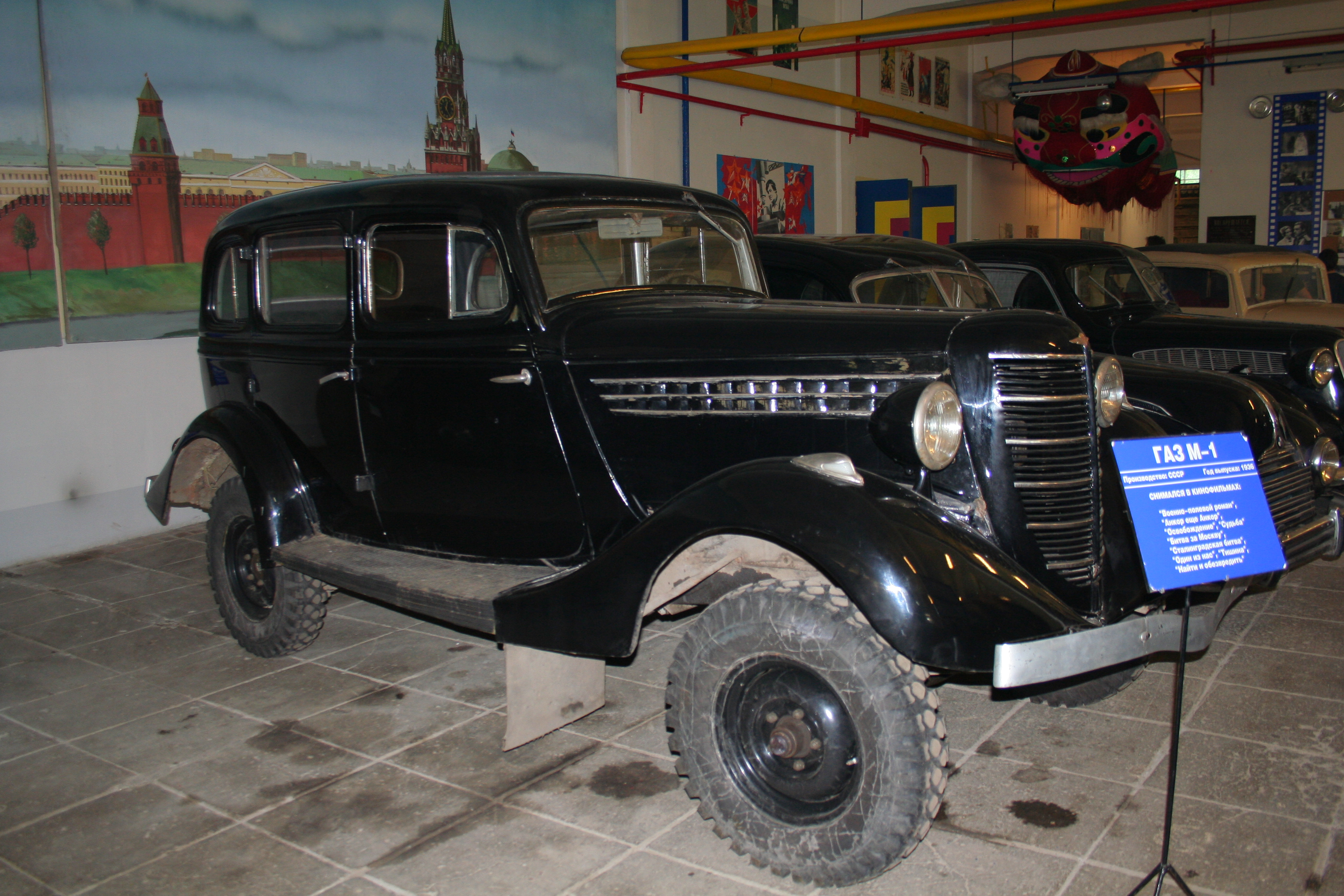
GAZ-11-73 w muzeum wytwórni filmowej Mosfilm

Odmianą rozwojową samochodu GAZ-M1 był GAZ-11-73, wyposażony w nowy silnik R6 GAZ-11 o pojemności 3,5 l i mocy 76 KM. Silnik ten był bezlicencyjną kopią amerykańskiego 87-konnego silnika Dodge D-5, przy tym w procesie przewymiarowania go na system metryczny zmniejszono pojemność z 3568 cm³ do 3485 cm³. Silnik GAZ-11 pojawił się w 1938 roku, lecz zdołano go wdrożyć do produkcji od 1940 roku (silnik ten stał się następnie podstawą do opracowania silników dla samochodów GAZ-12 ZIM, GAZ-51 i GAZ-52, produkowanych aż do 1992 roku). Nowy samochód odróżniał się od GAZ-M1 wydłużoną wypukłą atrapą chłodnicy i innymi podłużnymi kratkami wylotowymi powietrza po bokach maski. W związku z większą o 85 kg masą silnika, wzmocniono przednie zawieszenie. Zmieniły się też zderzaki i deska przyrządów. Produkcję samochodu wstrzymano w 1942 roku w związku z brakami dużych arkuszy blachy do wytłaczania. Po wojnie zmontowano jeszcze niewielką liczbę samochodów, do 1948 roku. Łącznie wyprodukowano 1250 GAZ-11-73.
Oznaczenie „73” stanowiło kod nadwozia czterodrzwiowego. Opracowano także 4-drzwiowy kabriolet GAZ-11-40, lecz nie wdrożono go do produkcji przed atakiem Niemiec. Ocenia się, że zbudowano 6 nadwozi, z których 5 zamontowano na podwoziu GAZ-61. Opracowano również pick-up GAZ-11-415, ale zbudowano tylko jeden egzemplarz w 1940 roku. Silnik GAZ-11 zamontowano też w samochodzie wyścigowym GAZ-GŁ1, który osiągnął z nim prędkość 161,87 km/h (rekord ZSRR). Na podstawie GAZ-11-73 opracowano samochód terenowy GAZ-61 z napędem 4x4, produkowany w niewielkich seriach.